# Ciudad saludable
Una ciudad saludable es aquella que involucra a grupos de población en espacios definidos buscando una equidad en la salud; es una ciudad viva, que ofrece a los habitantes espacios saludables. 
Estos espacios se dan cuando las condiciones de vida son favorables en términos de oportunidades, para el desarrollo individual y colectivo dentro de un entorno físico, social, ambiental y cultural. Por ello, el entorno asume un papel muy importante cuando se habla de salud, y su desarrollo implica tiempo, paciencia, ayuda política, un ecosistema equilibrado y una buena organización social.

## Antecedentes
Hay muchos desafíos para mejorar este entorno como son: la contaminación, la violencia, la falta de lugares de esparcimiento que ayuden a la recreación y hagan una vida más saludable; los municipios no siempre desarrollan parques y espacios públicos seguros que permitan el ejercicio físico sano, para todas las posibilidades económicas. Además cuenta con una complejidad añadida resultante de contemplar las distintas funciones vitales, entre éstas las residenciales, las de servicios y equipamientos, las productivas, las de ocio y cultura y apostar por barrios y entornos urbanos plenamente dotados, manteniendo a la población residente y mejorando la utilización de sus recursos urbanos y patrimoniales.

## Experiencias
Es necesario analizar la capacidad de las actuaciones en la mejora de la salud o del entorno saludable y con el objetivo de delimitar el ámbito de trabajo común entre dos de las Consejerías de la Junta de Andalucía, sean la Consejería de Salud y la Consejería de Vivienda y Ordenación del Territorio, se realiza un taller titulado Ciudad Viva-Ciudad Saludable: Una mirada compartida.
Un proyecto pionero que sienta en la misma mesa a dos administraciones con un tema único: la necesidad de establecer criterios orientados hacia la revitalización de la ciudad construida desde las políticas públicas y los modelos de gestión; y, que tiene como finalidad la búsqueda de entornos saludables para la ciudad.
Una experiencia dentro del Proyecto Ciudad viva, desde la que se analizan los siguientes ítems: 
- Un contexto geográfico marcado por el deterior ambiental que es producto de la proximidad de instalaciones con un elevado impacto medioambiental
- Un contexto histórico que muestra los problemas de un barrio generado en una situación de urgencia, realojo, infravivienda, etc.
- Y, un contexto social definido por déficits sanitarios, laborales, culturales y económicos.
En el taller se evalúan estos problemas de partida, y se marcan como objeto priorizar su solución mediante medidas integradoras que incluyan servicios para la salud de los habitantes y del medio ambiente que deben responder a preguntas como ¿Qué necesitamos de la ciudad? ¿Cómo queremos vivirla? ¿Cómo nos influye?... Un debate plenamente actual y común en todo el mundo en vía a encontrar estrategias para el abordaje de problemas de salud en las grandes ciudades en las que es necesario dar importancia a dónde y cómo vivimos.